# Puscifer
 (janvier 2017).
Si vous disposez d'ouvrages ou d'articles de référence ou si vous connaissez des sites web de qualité traitant du thème abordé ici, merci de compléter l'article en donnant les références utiles à sa vérifiabilité et en les liant à la section « Notes et références ».
Puscifer est un groupe de rock américain formé à Los Angeles par Maynard James Keenan, connu comme le chanteur des groupes Tool et A Perfect Circle. À l'origine, Keenan était le seul membre permanent du groupe, mais après des collaborations de plus en plus fréquentes avec Mat Mitchell et Carina Round, ceux-ci sont également devenus membres permanents.

## Historique
À l’origine, le projet était appelé Umlaut (le nom du tréma allemand).
Le nom Puscifer fut utilisé pour la première fois dans un épisode de la série américaine Mr. Show with Bob and David (en) où apparaissaient Maynard James Keenan et Adam Jones (le guitariste de Tool). Puscifer était alors le nom d’un groupe de rock imaginaire.
Adam Jones n’est officiellement pas associé à Puscifer. Son unique participation consiste en un dessin pour le tee-shirt « Your Mom’s a bitch » en vente sur le site officiel de Puscifer.
Les premiers véritables titres de Puscifer (Rev 22 :20 et The Undertaker) sont parus dans les bandes originales des films Underworld et Saw en 2003 et 2005.
À l’époque le projet consistait en une simple collaboration musicale entre Maynard James Keenan et Danny Lohner qui ont notamment remixé le titre Bring Me The Disco King de David Bowie.
Petit à petit le projet s’est développé, les sites internet se sont multipliés et en 2007 Keenan annonce officiellement la sortie d’un album de Puscifer pour la fin de l’année.
Pour Keenan lui-même, Puscifer est aussi bien un groupe de musique qu’une ligne de vêtements. Il décrit le projet comme étant un « terrain de jeu pour les différentes voix dans sa tête », « un endroit vierge, sans but précis » et où son « Identité, son égo, et son esprit se retrouvent pour échanger des recettes de cookies ».
Le 29 octobre 2007 est sorti le 1er album de Puscifer : "V" Is for Vagina, mélange d’électro de rock et de gospel aux influences shamaniques. 
En une semaine, l’album se hisse à la première place du Billboard dans la catégorie artistes Indépendants.[réf. nécessaire]
Le dernier album de Puscifer est sorti en 2020 et est intitulé Existential Reckoning.

## Membres

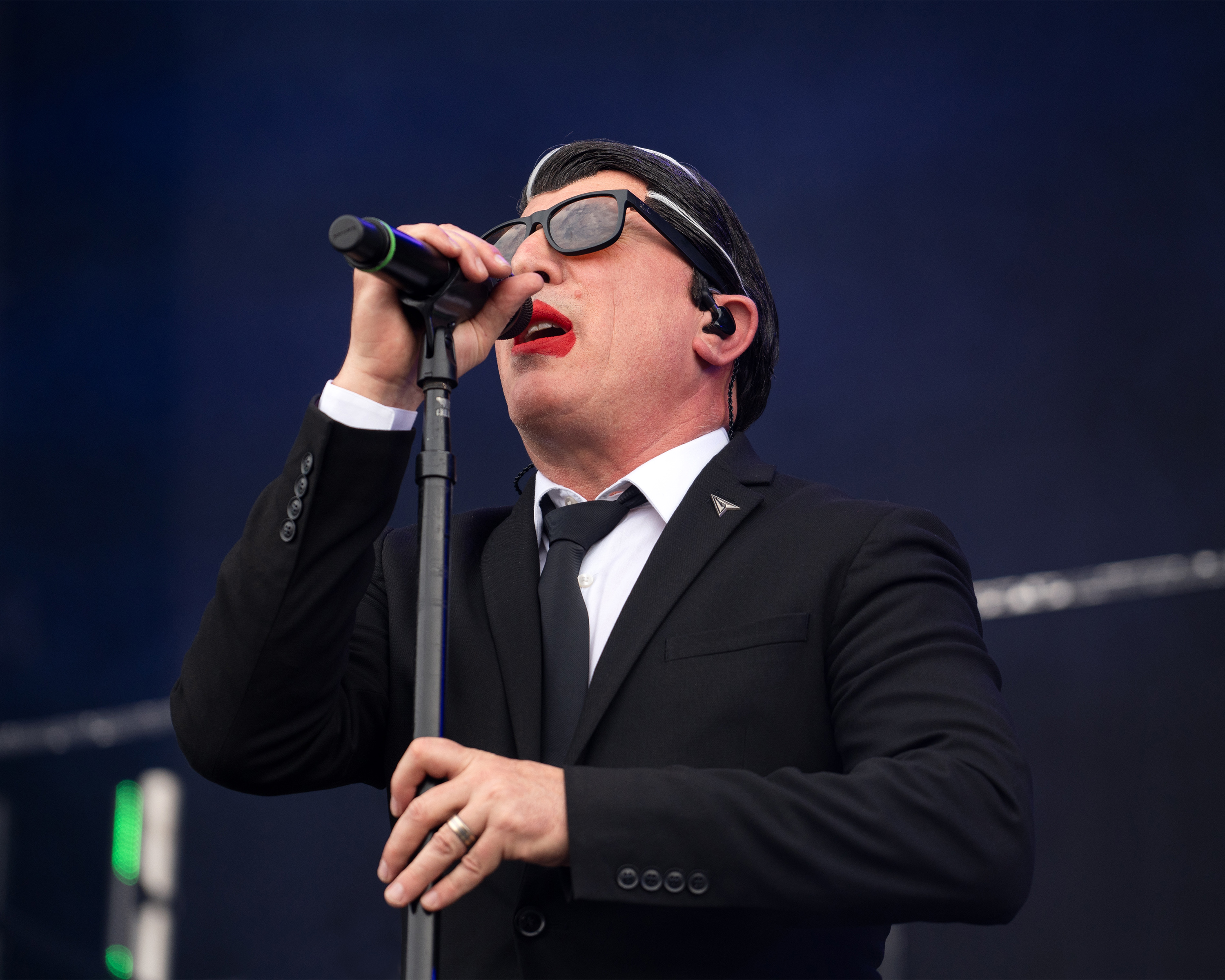
Maynard James Keenan au Hellfest 2023.

Voici juste quelques-uns des nombreux artistes qui ont collaboré avec Maynard James Keenan sur Puscifer :
Danny Lohner (Renholdër, de Nine Inch Nails, Black Light Burns), Tim Commerford (Rage Against the Machine, Audioslave), Josh Eustis (Black Light Burns, Telefon Tel Aviv), Lustmord, Tim Alexander (Primus), Jonny Polonsky, « Evil » Joe Barresi, Milla Jovovich, Lisa Germano, Alan Moulder (Nine Inch Nails), Devo, Alessandro Cortini (Nine Inch Nails), Josh Freese (Nine Inch Nails, A Perfect Circle, Black Light Burns) Brad Wilk (Rage Against the Machine, Audioslave), Jarboe, Mat Mitchell, Lei Li, Cherie Roberts, Ainjel Emme, Rani et Gil Sharone (The Dillinger Escape Plan, Stolen Babies), Trey Gunn (King Crimson). Mahsa Zargaran (en Live, s'occupe des claviers, guitare et chœurs).

## Discographie

### Albums
- "V" is for Vagina (30 octobre 2007)
- Conditions of My Parole (18 octobre 2011)
- What is ... (Live) (2013)
- Money Shot (30 octobre 2015)
- Existential Reckoning (30 octobre 2020)

### Albums Remix
- "V" Is for Viagra. The Remixes (29 avril 2008)
- "D" Is for Dubby - The Lustmord Dub Mixes (17 octobre 2008)
- Sound into Blood into Wine (7 septembre 2010)
- All Re-Mixed Up (août 2013)

### EPs
- Don't Shoot the Messenger (9 octobre 2007)
- "C" Is For (Please Insert Sophomoric Genitalia Reference Here) (10 novembre 2009)
- Donkey Punch The Night (19 mars 2013)

### Singles
- Cuntry boner (2007)
- Queen B. (2008)
- DoZo (2008)
- The Mission (2009)
- Apocalyptical (2020)
- The Underwhelming (2020)

### Participations Diverses
| Titre                                                   | Durée | Album                        | Piste |
| ------------------------------------------------------- | ----- | ---------------------------- | ----- |
| "REV 22:20"                                             | 4:39  | Underworld (2003)            | 2     |
| "REV 22:20" (REV 4:20 Mix) (remixed by Charlie Clouser) | 4:47  | Saw II (2005)                | 6     |
| "The Undertaker" (Renholdër Mix)                        | 3:57  | Underworld: Evolution (2006) | 1     |